# Čadca (stacja kolejowa)
Czadca (słow. Čadca) – stacja kolejowa w Czadcy, w kraju żylińskim, na Słowacji przy ulicy Staničná 963/13.

## Stacja
Stacja składa się łącznie z 17 torów transportowych, 5 przeładunkowych, 7 postojowych i 4 pozostałych torów. Pięć torów głównej części stacji posiada krawędzie wejściowe dla ruchu pasażerskiego (dwa perony wyspowe z dostępem przez przejście podziemny i jeden przy budynku stacji). Wydzieloną częścią stacji jest tzw. peron Makov, skąd odjeżdżają pociągi do Makowa. Zawiera dwa tory transportowe z krawędziami wejściowymi oraz dwa tory parkingowe. Dojazd pociągu do głównej części stacji możliwy jest jedynie poprzez przejazd przez węzeł Żylina.

## Tory i transport
Główną linią kolejową jest trasa nr 127 (Żylina – Czadca – Mosty koło Jabłonkowa). Na stacji zatrzymują się wszystkie pociągi dalekobieżne Železničná spoločnosť Slovensko oraz firm Leo Express i RegioJet na liniach pomiędzy Pragą, Ostrawą i Żyliną (lub Koszycami lub Zwoleniem). W transporcie regionalnym pociągi pasażerskie kursują na trasie Czadca – Żylina z częstotliwością godzinową (w godzinach szczytu kursuje także kilka pociągów kategorii Os i REX), a pociągi pasażerskie do Mostów u Jabłonkowa kursują nieregularnie (głównie na potrzeby pracodawców w części czeskiego Śląska).
Na linii 128 (Čadca – Makov) pociągi kursują w dni powszednie co godzinę (z wyjątkiem przedpołudnia) i co dwie godziny w weekendy. Na linii 129 (Čadca – Zwardoń) pociągi kursują przeważnie co dwie godziny (w godzinach szczytu co godzinę, natomiast w godzinach przedpołudniowych, z pominięciem niektórych połączeń). Większość pociągów na linii do Zwardonia stanowiła bezpośrednie połączenie z/do Żyliny. Dziś rzeczywistość jest odwrotna.

W transporcie towarowym Czadca jest ważnym granicznym dworcem tranzytowym pomiędzy Czechami a Słowacją.
| Czadca                                                        |  |                                    |
| Linia 127 Żylina – Czadca – Mosty koło Jabłonkowa (30,000 km) |  |                                    |
| Svrčinovec zastávkaodległość: 4,000 km                        |  | Čadca mesto odległość: 1,000 km    |
| Linia 129 Czadca – Skalité – Zwardoń                          |  |                                    |
|                                                               |  | Świerczynowiec odległość: 4,400 km |